# Cremastosperma dolichocarpum
Cremastosperma dolichocarpum är en kirimojaväxtart som beskrevs av Pirie. Cremastosperma dolichocarpum ingår i släktet Cremastosperma, och familjen kirimojaväxter. Inga underarter finns listade i Catalogue of Life.